# American Custom & Component Cars
American Custom & Component Cars war ein US-amerikanischer Hersteller von Automobilen.

## Unternehmensgeschichte
Das Unternehmen hatte seinen Sitz in Boise in Idaho. 1982, etwa 1982 oder in den 1980er Jahren stellte es Automobile und Kit Cars her. Der Markenname lautete American Custom & Component Cars.  Die Produktion eines Modells wurde von der 1983 gegründeten Long and Newman Coach Builders übernommen.

## Fahrzeuge
Ein Modell war die Nachbildung des Jaguar XK 120. Eine Abbildung zeigt die Ausführung als Roadster.
Außerdem stand der Nachbau des De Tomaso Pantera im Sortiment. Dieses Modell wurde von Long & Newman übernommen. Dort hatte das Fahrzeug einen Rohrrahmen, eine Karosserie aus Fiberglas und wahlweise einen V6-Motor von Chevrolet oder einen V8-Motor von Ford mit 5700 cm³ Hubraum.